# John Hughes (przedsiębiorca)
John Hughes (ur. 1814 w Merthyr Tydfil, zm. 29 czerwca 1889 w Sankt Petersburgu) – walijski przemysłowiec, założyciel Doniecka.

## Życiorys
Urodzony w 1814 r. w Merthyr Tydfil. W młodości nauczył się zawodu i zdobywał doświadczenie pod okiem ojca, inżyniera w zakładach Cyfarthfa, a potem w Ebbw Vale i w Newport w Monmouthshire. W tym okresie opracował i opatentował wiele rozwiązań z dziedziny płyt stosowanych do opancerzenia. Jego osiągnięcia sprawiły, że otrzymał ofertę w Millwall Iron and Shipbuilding Works, gdzie zasiadał w zarządzie, a potem był dyrektorem. Firma zdobyła międzynarodowe uznanie dzięki wyrobom pozwalającym opancerzyć drewniane okręty brytyjskiej marynarki wojennej. Dzięki jego osiągnięciom firma zdobyła zamówienia rosyjskiego rządu na umocnienie twierdzy w Kronsztadzie na Bałtyku. Hughes otrzymał też zaproszenie do Rosji w celu zbadania złóż surowców mineralnych na południu kraju.
W 1869 r. Hughes założył w Londynie przedsiębiorstwo New Russia Company, które w kwietniu tego samego roku zawarło kontrakt z rosyjskim rządem. Hughes otrzymał od władz carskich koncesję na wydobycie węgla i rudy żelaza w Donbasie w zamian za zbudowanie w tym rejonie okręgu przemysłowego z hutą i stalownią produkującą szyny kolejowe.
Hughes wyruszył do Rosji na ośmiu statkach załadowanych wyposażeniem i zabierając ze sobą licznych pracowników z Walii. Wyjeżdżając do Rosji Hughes zabrał ze sobą żonę i ośmioro dzieci. Po wylądowaniu w lecie 1869 r. w Taganrogu rozpoczął działalność we wsi nazwanej Hughesoffką, a potem Juzowką od zruszczonej formy jego nazwiska. W osadzie zbudowano na wzór osiedli walijskich szpital, szkoły, łaźnie, straż pożarną, kościół anglikański i herbaciarnie.
Po ponad pół roku Hughes uruchomił pierwszy wielki piec, a po roku rozpoczął produkcję szyn, z których ułożono tory łączące miejscowość z linią kolejową z Moskwy na Krym.
Zmarł 29 czerwca 1889 r. w Sankt Petersburgu podczas służbowej podróży. Zarządzanie przedsiębiorstwem przejęło jego czterech żyjących synów.
W 1917 r. miejscowość Juzowka otrzymała prawa miejskie, a w 1924 r. zmieniono jej nazwę na Stalino, zaś w 1961 r. na Donieck.